# Horodek (sielsowiet Psuja)
Horodek – dawny zaścianek. Tereny, na których leżał, znajdują się obecnie na Białorusi, w obwodzie witebskim, w rejonie głębockim, w sielsowiecie Psuja.

## Historia
W czasach zaborów zaścianek w powiecie dzisieńskim, w guberni wileńskiej Imperium Rosyjskiego.
W latach 1921–1945 zaścianek leżał w Polsce, w województwie wileńskim, w powiecie dziśnieńskim, w gminie Prozoroki.
Według Powszechnego Spisu Ludności z 1921 roku zamieszkiwało tu 7 osób, 6 były wyznania rzymskokatolickiego a 1 prawosławnego. Jednocześnie wszyscy mieszkańcy zadeklarowali polską przynależność narodową. Był tu 1 budynek mieszkalny. W 1931 w 3 domach zamieszkiwało 18 osób.
Wierni należeli do parafii rzymskokatolickiej i prawosławnej w Prozorokach. Miejscowość podlegała pod Sąd Grodzki w Głębokiem i Okręgowy w Wilnie; właściwy urząd pocztowy mieścił się w Prozorokach.